# Брор Мельберг
Брор Ларс Астлі Мельберг (швед. Bror Lars Astley Mellberg, 9 листопада 1923, Амб'єрбі, Швеція — 8 вересня 2004, там же) — шведський футболіст, що грав на позиції нападника.
Виступав, зокрема, за клуб АІК, а також національну збірну Швеції.
Дворазовий володар Кубка Швеції. 

## Клубна кар'єра
Народився 9 листопада 1923 року в місті Амб'єрбі. Вихованець футбольної школи клубу «Амб'єрбі».
У дорослому футболі дебютував 1941 року виступами за команду клубу «Вікінг Гагфорс», в якій провів шість сезонів. 
Згодом з 1947 по 1957 рік грав у складі команд клубів «Карлстад», АІК, «Дженоа», «Тулуза», «Ред Стар» та «Сошо».
1957 року повернувся до клубу АІК, за який відіграв 4 сезони.  Завершив професійну кар'єру футболіста виступами за команду АІК у 1961 році.
Помер 8 вересня 2004 року на 81-му році життя у місті Амб'єрбі.

## Виступи за збірну
1949 року дебютував в офіційних матчах у складі національної збірної Швеції. Протягом кар'єри у національній команді, яка тривала 10 років, провів у її формі 6 матчів, забивши 2 голи.
У складі збірної був учасником чемпіонату світу 1950 року у Бразилії, на якому команда здобула бронзові нагороди, чемпіонату світу 1958 року у Швеції, де разом з командою здобув «срібло».

## Титули і досягнення
- Віце-чемпіон світу: 1958
- Бронзовий призер чемпіонату світу: 1950
- Володар Кубка Швеції (2):

АІК: 1949, 1950